# Fallia
Fallia is een geslacht van kevers van de familie (Discolomatidae).

## Soorten
- F. brasilieneis John, 1944
- F. colorata John, 1959
- F. galupagana John, 1959
- F. minor Sharp, 1902
- F. punctulata Sharp, 1902
- F. schmidti John, 1944
- F. synthetica Sharp, 1902